# اچ‌ام‌ای‌اس پرث (دی ۳۸)
اچ‌ام‌ای‌اس پرث (دی ۳۸) (به انگلیسی: HMAS Perth (D 38)) یک کشتی بود که طول آن ۱۳۴ متر (۴۴۰ فوت) بود. این کشتی در سال ۱۹۶۳ ساخته شد.